# 大口原黑麗魚
大口原黑麗魚為輻鰭魚綱鱸形目隆頭魚亞目慈鯛科的其中一種，分布於非洲馬拉威湖流域，棲息深度約10公尺，體長可達20公分，棲息在沙底質的淺水域，生活習性不明，可做為觀賞魚。

## 擴展閱讀
維基物種上的相關：大口原黑麗魚